# Esqui cross-country nos Jogos Paralímpicos de Inverno de 2014
As competições de esqui cross-country nos Jogos Paralímpicos de Inverno de 2014 estão sendo realizadas no Centro de Esqui Cross-Country e Biatlo Laura, na Clareira Vermelha, em Sóchi, entre os dias 9 e 16 de março.

## Calendário
| Março               | 8 | 9 | 10 | 11 | 12 | 13 | 14 | 15 | 16 |
| ------------------- | - | - | -- | -- | -- | -- | -- | -- | -- |
| Esqui cross-country |   | 2 | 4  |    | 6  |    |    | 5  | 6  |

|  | Dia de competição |  | Dia de final |

## Programação
Horário local (UTC+4).
| Data        | Hora  | Evento                                          |
| ----------- | ----- | ----------------------------------------------- |
| 9 de março  | 10:00 | 15 km masculino                                 |
| 9 de março  | 10:00 | 12 km feminino                                  |
| 10 de março | 10:00 | 20 km masculino                                 |
| 10 de março | 12:55 | 15 km feminino                                  |
| 12 de março | 10:00 | Velocidade 1 km masculino – Atletas sentados    |
| 12 de março | 10:20 | Velocidade feminino 1 km – Atletas sentados     |
| 12 de março | 10:37 | Velocidade masculino 1 km – Atletas em pé       |
| 12 de março | 10:57 | Velocidade feminino 1 km – Atletas em pé        |
| 12 de março | 11:16 | Velocidade masculino 1 km – Deficientes Visuais |
| 12 de março | 11:28 | Velocidade feminino 1 km – Deficientes Visuais  |
| 12 de março | 12:30 | Velocidade masculino 1 km – Atletas sentados    |
| 12 de março | 12:40 | Velocidade feminino 1 km – Atletas sentados     |
| 12 de março | 12:51 | Velocidade masculino 1 km – Atletas em pé       |
| 12 de março | 13:01 | Velocidade feminino 1 km – Atletas em pé        |
| 12 de março | 13:12 | Velocidade masculino 1 km – Deficientes Visuais |
| 12 de março | 13:22 | Velocidade feminino 1 km – Deficientes Visuais  |
| 12 de março | 13:48 | Velocidade masculino 1 km – Atletas sentados    |
| 12 de março | 13:57 | Velocidade feminino 1 km – Atletas sentados     |
| 12 de março | 14:06 | Velocidade masculino 1 km – Atletas em pé       |
| 12 de março | 14:15 | Velocidade feminino 1 km – Atletas em pé        |
| 12 de março | 14:24 | Velocidade masculino 1 km – Deficientes Visuais |
| 12 de março | 14:33 | Velocidade feminino 1 km – Deficientes Visuais  |
| 15 de março | 10:00 | Revezamento misto 4x2.5 km                      |
| 15 de março | 12:00 | Revezamento aberto 4x2.5 km                     |
| 16 de março | 10:00 | 10 km masculino                                 |
| 16 de março | 11:23 | 5 km feminino – Atletas em pé                   |
| 16 de março | 12:30 | 5 km feminino – Atletas sentados                |

## Medalhistas
Masculino
| Evento              | Evento              | Ouro                         | Prata                          | Bronze                          |
| ------------------- | ------------------- | ---------------------------- | ------------------------------ | ------------------------------- |
| Velocidade detalhes | Atletas sentados    | Roman Petushkov RUS Rússia   | Gregory Murygin RUS Rússia     | Maksym Yarovi UKR Ucrânia       |
| Velocidade detalhes | Atletas em pé       | Kiril Mikhaylov RUS Rússia   | Rushan Minnegulov RUS Rússia   | Vladislav Lekomtcev RUS Rússia  |
| Velocidade detalhes | Deficientes visuais | Brian McKeever CAN Canadá    | Zebastian Modin SWE Suécia     | Oleg Ponomarev RUS Rússia       |
| 10 km detalhes      | Atletas sentados    | Chris Klebl CAN Canadá       | Maksym Yarovyi UKR Ucrânia     | Gregory Murygin RUS Rússia      |
| 10 km detalhes      | Atletas em pé       | Kiril Mikhaylov RUS Rússia   | Vladimir Kononov RUS Rússia    | Vladislav Lekomtcev RUS Rússia  |
| 10 km detalhes      | Deficientes visuais | Brian McKeever CAN Canadá    | Stanislav Chokhlaev SWE Suécia | Thomas Clarion FRA França       |
| 15 km detalhes      | Atletas sentados    | Roman Petushkov RUS Rússia   | Irek Zaripov RUS Rússia        | Aleksandr Davidovich RUS Rússia |
| 20 km detalhes      | Atletas em pé       | Rushan Minnegulov RUS Rússia | Ilkka Tuomisto FIN Finlândia   | Vladislav Lekomtcev RUS Rússia  |
| 20 km detalhes      | Deficientes visuais | Brian McKeever CAN Canadá    | Stanislav Chokhlaev RUS Rússia | Zebastian Modin SWE Suécia      |

Feminino
| Evento              | Evento              | Ouro                           | Prata                               | Bronze                                 |
| ------------------- | ------------------- | ------------------------------ | ----------------------------------- | -------------------------------------- |
| Velocidade detalhes | Atletas sentadas    | Mariann Marthinsen NOR Noruega | Tatyana McFadden USA Estados Unidos | Marta Zaynullina RUS Rússia            |
| Velocidade detalhes | Atletas em pé       | Anna Milenina RUS Rússia       | Iuliia Batenkova UKR Ucrânia        | Alena Kaufman RUS Rússia               |
| Velocidade detalhes | Deficientes visuais | Mikhalina Lysova RUS Rússia    | Elena Remizova RUS Rússia           | Oksana Shyshkova UKR Ucrânia           |
| 5 km detalhes       | Atletas sentadas    | Andrea Eskau GER Alemanha      | Lyudmyla Pavlenko UKR Ucrânia       | Oksana Masters USA Estados Unidos      |
| 5 km detalhes       | Atletas em pé       | Anna Milenina RUS Rússia       | Iuliia Batenkova UKR Ucrânia        | Oleksandra Kononova UKR Ucrânia        |
| 5 km detalhes       | Deficientes visuais | Elena Remizova RUS Rússia      | Mikhalina Lysova RUS Rússia         | Iullia Budaleeva RUS Rússia            |
| 12 km detalhes      | Atletas sentadas    | Lyudmyla Pavlenko UKR Ucrânia  | Oksana Masters USA Estados Unidos   | Svetlana Konovalova RUS Rússia         |
| 15 km detalhes      | Atletas em pé       | Helene Ripa SWE Suécia         | Iuliia Batenkova UKR Ucrânia        | Anna Milenina RUS Rússia               |
| 15 km detalhes      | Deficientes visuais | Elena Remizova RUS Rússia      | Mikhalina Lysova RUS Rússia         | Yadviha Skorabahataya BLR Bielorrússia |

Revezamentos
| Evento                               | Ouro                                                                            | Prata                                                                  | Bronze                                                   |
| ------------------------------------ | ------------------------------------------------------------------------------- | ---------------------------------------------------------------------- | -------------------------------------------------------- |
| Revezamento 4x2,5 km misto detalhes  | Alena Kaufman Svetlana Konovalova Nikolay Polukin Elena Remizova RUS Rússia     | Zebastian Mondin Helene Ripa SWE Suécia                                | Mariann Marthinsen Nils-Erik Ulset Elrik Bye NOR Noruega |
| Revezamento 4x2,5 km aberto detalhes | Vladislav Lekomtcev Rushan Minnegulov Grigory Murygin Roman Petuskov RUS Rússia | Olena Iurkovska Vitaly Lukyanenko Ihor Reptyuk Iurii Utkin UKR Ucrânia | Thomas Clarion Benjamin Daviet FRA França                |

## Quadro de medalhas
| Ordem | País               | Medalha de ouro | Medalha de prata | Medalha de bronze |    |
| ----- | ------------------ | --------------- | ---------------- | ----------------- | -- |
| 1     | RUS Rússia         | 12              | 6                | 11                | 32 |
| 2     | CAN Canadá         | 4               |                  |                   | 4  |
| 3     | UKR Ucrânia        | 1               | 6                | 2                 | 9  |
| 4     | SWE Suécia         | 1               | 2                | 1                 | 4  |
| 5     | NOR Noruega        | 1               |                  | 1                 | 2  |
| 6     | GER Alemanha       | 1               |                  |                   | 1  |
| 6     | USA Estados Unidos |                 | 2                | 1                 | 3  |
| 7     | FIN Finlândia      |                 | 1                |                   | 1  |
| 8     | FRA França         |                 |                  | 2                 | 2  |
| 9     | BLR Bielorrússia   |                 |                  | 1                 | 1  |
| TOTAL | TOTAL              | 20              | 20               | 20                | 60 |